# I Can't Stop This Feeling I've Got
I Can't Stop This Feeling I've Got è un singolo del gruppo indie rock inglese Razorlight, pubblicato nel 2007.

## Il brano
Il brano è stato scritto da Johnny Borrell e Björn Ågren ed estratto dal secondo album in studio del gruppo, l'eponimo Razorlight.

## Tracce
- CD

1. I Can't Stop This Feeling I've Got
2. When Doves Cry (Prince cover)
3. These Days (Jackson Browne cover)